# Nunzio Sulprizio
Nunzio Sulprizio (Pescosansonesco, 13 d'abril de 1817 - Nàpols, 5 de maig de 1836) va ser un jove artesà italià canonitzat per l'Església Catòlica.

## Biografia
Va néixer el 13 d'abril de 1817 a Pescosansonesco (a la província de Pescara) de Domenico Sulprizio, sabater, i Rosa Luciani, filadora. L'agost de 1820, el pare va morir amb només 26 anys, Rosa es torna a casar però el seu marit tenia feeling amb Nunzio. El 5 de març de 1823, Nunzio tenia només sis anys quan va morir la seva mare, va ser la seva àvia materna qui se'l va enduar a casa, però ella va morir el 4 d'abril de 1826.
Nunzio és recollit per Domenico Lucianin, un oncle matern de ferrer, groller i bast, que immediatament treu Nunzio de l'escola per enviar-lo com a aprenent a la farga amb una càrrega del treball incompatible amb la seva jove edat. Ha de caminar llargues distàncies sense calçat, vestir amb draps i transportar gran quantitat de ferro per fer diners, també sota la neu, la pluja o el sol. A més, el seu oncle el maltracta físicament i verbal, fins i tot privant-lo de menjar.
Un matí, en un hivern molt dur, l'oncle l'envia a una casa propera a Rocca Tagliata amb una càrrega de ferro forjat. A la nit, torna a casa exhaust amb una cama inflada i una febre alta. Amb la ferida al peu, Nunzio ja no pot manejar el martell ni carregar càrregues, i el seu oncle l'obliga a posar-se a manxar i es diverteix aixafant-li el peu.
Per netejar la seva ferida, Nunzio s'arrossega amb la seva muleta fins a la font del poble, però les dones del poble se n'allunyen a causa del fàstic que inspira la ferida. Després va a 150 metres del poble on es pot curar en una font solitària al peu d'una roca vermella.
D'abril a juny de 1831, va ser hospitalitzat a L'Aquila, però els metges van declarar la malaltia incurable. De tornada a casa, els cops i insults es tornen encara més violents i Nunzio ha de suplicar el seu pa per alimentar-se. Finalment, un resident de Pescosansonesco informa Francisco Sulprizio, un oncle patern dels granaders de la Guàrdia Reial de la Guàrdia Reial de Nàpols, que porta a Nunzio a la seva casa i el presenta al coronel Félix Wochinger, un home molt caritatiu i molt pietós, amic de Gaetano Errico, futur fundador dels missioners dels Sagrats Cors de Jesús i Maria. El coronel des del primer dia l'anomena “el meu fill”, una estimació que Nunzio li retorna anomenant-lo “el meu pare”.
El 20 de juny de 1832, Nunzio entra a l' Hospital dels Incurables per rebre tractament. Durant gairebé dos anys, va passar un temps a l'Hospital de Nàpols i en tractaments termals on es va produir una lleugera millora temporal. Pot abandonar les motllures i caminar amb una sola canya. Després d'haver rebut tota la cura possible per recuperar la seva salut, Nunzio viu a l'apartament del coronel Wochinger des de l'11 d'abril de 1834 a Castel Nuovo. Al març de 1836, la situació de Nunzio empitjora. El 5 de maig de 1836, Nunzio mor, quan amb prou feines tenia 19 anys.

## Procés de canonització
El 9 de juliol de 1859, el papa Pius IX va reconèixer les virtuts heroiques i el va proclamar venerable. L'1 de desembre del 1963, al Concili Vaticà II, el papa Pau VI va beatificar a Nunzio Sulprizio i el va proposar com a model per als joves.
El 8 de juny de 2018, el papa Francesc reconeix un miracle atribuït a la intercessió de Nunzio Sulprizio i signa el decret que permet la seva canonització. Es proclama el sant a Roma el 14 d'octubre de 2018.